# 스타디온 스토지체
스타디온 스토지체(슬로베니아어: Stadion Stožice)는 슬로베니아 류블랴나에 위치한 축구 경기장으로 수용 인원은 16,038명이다. 2010년 8월 11일에 개장했으며 NK 올림피야 류블랴나와 슬로베니아 축구 국가대표팀의 홈 구장으로 사용되고 있다.